# Ait Said
Ait Said  (in arabo أيت سعيد‎?) è un centro abitato e comune rurale del Marocco situato nella provincia di Essaouira, regione di Marrakech-Safi. Conta una popolazione di 6 819 abitanti (censimento 2014).